# Kanton Tarare
Tarare is een kanton van het Franse departement Rhône. Het kanton maakt deel uit van het arrondissement Villefranche-sur-Saône. het heeft een oppervlakte van 269.25 km² en telt 28.674 inwoners in 2017, dat is een dichtheid van 106 inwoners/km².

## Gemeenten
Het kanton Tarare omvatte tot 2014 de volgende 16 gemeenten:
- Affoux
- Ancy
- Dareizé
- Dième
- Joux
- Les Olmes
- Les Sauvages
- Pontcharra-sur-Turdine
- Saint-Appolinaire
- Saint-Clément-sur-Valsonne
- Saint-Forgeux
- Saint-Loup
- Saint-Marcel-l'Éclairé
- Saint-Romain-de-Popey
- Tarare (hoofdplaats)
- Valsonne

Door de herindeling van de kantons bij decreet van 27 februari 2014, met uitwerking in maart 2015, omvatte het kanton 21 gemeenten.
Door de samenvoeging op 1 januari 2019 van de gemeenten Dareizé, Les Olmes, Pontcharra-sur-Turdine en Saint-Loup  tot de fusiegemeente (commune nouvelle) Vindry-sur-Turdine omvat het kanton sindsdien volgende 18 gemeenten :
- Affoux
- Ancy
- Chambost-Allières
- Dième
- Grandris
- Joux
- Lamure-sur-Azergues
- Saint-Appolinaire
- Saint-Clément-sur-Valsonne
- Saint-Forgeux
- Saint-Just-d'Avray
- Saint-Marcel-l'Éclairé
- Saint-Romain-de-Popey
- Sarcey
- Les Sauvages
- Tarare
- Valsonne
- Vindry-sur-Turdine